# Juchiljá
Juchiljá är en ort i Mexiko.   Den ligger i kommunen San Juan Cancuc och delstaten Chiapas, i den sydöstra delen av landet, 800 km öster om huvudstaden Mexico City. Juchiljá ligger 848 meter över havet och antalet invånare är 294.
Terrängen runt Juchiljá är kuperad åt sydost, men åt nordväst är den bergig. Runt Juchiljá är det ganska tätbefolkat, med 75 invånare per kvadratkilometer. Närmaste större samhälle är Pantelhó, 13,4 km nordväst om Juchiljá. I omgivningarna runt Juchiljá växer i huvudsak städsegrön lövskog.